# Gölköy
Gölköy là một huyện thuộc tỉnh Ordu, Thổ Nhĩ Kỳ. Huyện có diện tích 415 km² và dân số thời điểm năm 2007 là 35642 người, mật độ 86 người/km².